# Mike Crapo
Michael Dean "Mike" Crapo (født 20. maj 1951 i Idaho Falls) er en amerikansk republikansk politiker. Han er medlem af USA's senat valgt i Idaho siden 1999. Han var medlem af Repræsentanternes Hus i perioden 1993–1999.